# Кубок Грузії з футболу 2010—2011
Кубок Грузії з футболу 2010–2011 — (також відомий як Кубок Давида Кіпіані) 21-й розіграш кубкового футбольного турніру у Грузії. Титул вперше здобула Гагра, клуб, який на момент проведення турніру змагався у Лізі Пірвелі, другому за силою дивізіоні грузинського футболу.

## Календар
| Раунд        | Дата                    | Матчі | Клуби   |
| ------------ | ----------------------- | ----- | ------- |
| Перший раунд | 24-25 серпня 2010       | 12    | 28 → 16 |
| 1/8 фіналу   | 10 листопада 2010       | 8     | 16 → 8  |
| 1/4 фіналу   | 1/15-16 грудня 2010     | 8     | 8 → 4   |
| 1/2 фіналу   | 19 квітня/4 травня 2011 | 4     | 4 → 2   |
| Фінал        | 26 травня 2011          | 1     | 2 → 1   |

## Перший раунд
| Команда 1                | Рахунок      | Команда 2               |
| ------------------------ | ------------ | ----------------------- |
| 24 серпня 2010           |              |                         |
| Імереті (2)              | 0:1          | Байя (Зугдіді)          |
| Мерцхалі (2)             | 0:4          | Торпедо (Кутаїсі)       |
| Норчі Динамо (2)         | 1:3          | Гагра (2)               |
| Чиатура (2)              | 1:6          | Самтредія               |
| Діла (2)                 | 0:0 пен. 3:4 | Локомотив (Тбілісі) (2) |
| Зооветі (3)              | 0:2          | Сіоні                   |
| Самгуралі (Цхалтубо) (2) | 0:2          | Мерані (2)              |
| 25 серпня 2010           |              |                         |
| Колхеті (Хобі) (2)       | 1:2          | Динамо (Батумі) (2)     |
| Аделі (2)                | 0:2          | Колхеті (Поті)          |
| Мешахте (2)              | 1:3          | Чихура (2)              |
| Іверія (3)               | 0:2          | Спартак-Цхінвалі        |
| Шкурі (2)                | 2:0          | Гурія (2)               |

## 1/8 фіналу
| Команда 1               | Рахунок      | Команда 2        |
| ----------------------- | ------------ | ---------------- |
| 10 листопада 2010       |              |                  |
| Локомотив (Тбілісі) (2) | 0:2          | Олімпі (Руставі) |
| Динамо (Батумі) (2)     | 1:2          | Зестафоні        |
| Чихура (2)              | 0:4          | Динамо (Тбілісі) |
| Мерані (2)              | 0:0 пен. 2:4 | Сіоні            |
| Шкурі (2)               | 1:2 дч       | ВІТ Джорджія     |
| Гагра (2)               | 1:0          | Колхеті (Поті)   |
| Спартак-Цхінвалі        | 1:0          | Самтредія        |
| Торпедо (Кутаїсі)       | 1:0 дч       | Байя (Зугдіді)   |

## 1/4 фіналу
| Команда 1        | Заг.         | Команда 2         | 1-й матч | 2-й матч |
| ---------------- | ------------ | ----------------- | -------- | -------- |
| 1/15 грудня 2010 |              |                   |          |          |
| ВІТ Джорджія     | 3:1          | Спартак-Цхінвалі  | 2:1      | 1:0      |
| Зестафоні        | 3:0          | Олімпі (Руставі)  | 3:0      | 0:0      |
| 1/16 грудня 2010 |              |                   |          |          |
| Гагра (2)        | 3:3 пен. 4:2 | Динамо (Тбілісі)  | 1:2      | 2:1 дч   |
| Сіоні            | 0:1          | Торпедо (Кутаїсі) | 0:1      | 0:0      |

## 1/2 фіналу
| Команда 1               | Заг. | Команда 2    | 1-й матч | 2-й матч |
| ----------------------- | ---- | ------------ | -------- | -------- |
| 19 квітня/4 травня 2011 |      |              |          |          |
| Торпедо (Кутаїсі)       | 1:0  | Зестафоні    | 1:0      | 0:0      |
| Гагра (2)               | 7:2  | ВІТ Джорджія | 3:0      | 4:2      |

## Фінал
| 26 травня 2011 16:00 (UTC+4) |

| Гагра (2)       | 1:0 дч   | Торпедо (Кутаїсі) |
| --------------- | -------- | ----------------- |
| Тодуа 115' (аг) | Протокол |                   |

| Динамо Арена імені Бориса Пайчадзе, Тбілісі Глядачів: 15 000 Арбітр: Леван Кварацхелія |